# Espejismo (película)
Espejismo es una película peruana de 1972 dirigida por Armando Robles Godoy con guion de Godoy y Bernardo Batievsky, quien además produce.
Se estrenó en competencia en el Festival Internacional de Cine de Chicago de 1972, donde ganó el Hugo de Oro. Es la primera y única película peruana en ser nominada a un Globo de Oro. Además, fue candidata peruana al Óscar a la mejor película de habla no inglesa en los Premios Óscar de 1973, pero no fue aceptado como nominada.
En octubre de 2024, la Asociación Peruana de Prensa Cinematográfica anunció que, gracias a un estimulo económico del Ministerio de Cultura, se encuentran colaborando con Andrea Franco, la nieta del productor, para la restauración de la película.

## Argumento
La historia, que transcurre en los arenales, haciendas y viejas casonas de Ica, trata sobre un joven que hereda una propiedad destruida en el borde del desierto, sin ninguna explicación sobre los antiguos dueños o sobre lo que había sido de la casa una vez próspera. Al buscar reliquias entre las rocas y las arenas, descubre las respuestas al misterio, contadas a través de flashbacks.
La película combina la búsqueda del niño con otras cuestiones socioeconómicas relevantes en Perú de una manera confusa pero reveladora. Se trata a la vez de un estudio complejo y fascinante de la influencia de la tradición y de los recuerdos sobre el presente. Es también una mirada sobre la interrelación de las clases sociales, los rituales, las tradiciones y las obsesiones sexuales.

## Reparto
| Actor               | Personaje     |
| ------------------- | ------------- |
| Helena Rojo         | Rina          |
| Miguel Ángel Flores | Juan          |
| Orlando Sacha       | Don Francisco |
| Hernán Romero       | Padre Jorge   |
| Gabriel Figueroa    | Profesor      |
| Rómulo León         | Gabriel       |
| Raquel Meneses      | María         |

## Premios
- 1.er Premio en el Festival Internacional de Cine de Chicago.[7]
- Nominada al Globo de Oro a Mejor Película en idioma extranjero 1973.[8]
- Mejor Película en el 14º Festival Internacional de Cine de Cartagena (1974)